# Judson do Bonfim
Judson Augusto do Bonfim Santos, noto semplicemente come Judson do Bonfim (Salvador, 6 maggio 1992), è un calciatore brasiliano naturalizzato equatoguineano, centrocampista svincolato.

## Carriera

### Club
Ha giocato tra la terza e la quarta serie del campionato brasiliano, oltreché nei campionati statali.

### Nazionale
Ha esordito con la nazionale equatoguineana nel 2012.